# Sozibius carolinus
Sozibius carolinus är en mångfotingart som först beskrevs av Ottis Robert Causey 1942.  Sozibius carolinus ingår i släktet Sozibius och familjen stenkrypare. Inga underarter finns listade i Catalogue of Life.